# باشگاه فوتبال البرج
باشگاه فوتبال البرج بیروت یا به‌طور ساده البرج یک باشگاه فوتبال لبنانی در شهر بیروت است. بخش ورزش فوتبال آن لیگ دسته دوم قطر بازی می‌کند.